# Filmfare Award/Beste Choreografie
Der Filmfare Best Choreography Award wird vom Filmfare-Magazin verliehen und ist eine Preiskategorie der jährlichen Filmfare Awards für Hindi-Filme. Der Preis für den besten Choreografen wird seit 1989 vergeben. Saroj Khan ist achtmaliger Gewinner und Farah Khan hat den Preis sechs Mal gewonnen.
Liste der Preisträger und der Filme, für die sie gewonnen haben:
| Jahr | Choreograf                                        | Film – Lied                                                                        |
| ---- | ------------------------------------------------- | ---------------------------------------------------------------------------------- |
| 1989 | Saroj Khan                                        | Tezaab – Ek Do Teen Char                                                           |
| 1990 | Saroj Khan                                        | ChaalBaaz – Na Jaane Kahan Se                                                      |
| 1991 | Saroj Khan                                        | Sailaab – Humko Aaj Kal Hai Intezaar                                               |
| 1992 | Chinni Prakash                                    | Hum – Jumma Chumma De De                                                           |
| 1993 | Saroj Khan                                        | Beta – Dhak Dhak Karne Laga                                                        |
| 1994 | Saroj Khan                                        | Khalnayak – Choli Ke Peeche                                                        |
| 1995 | Chinni Prakash                                    | Mohra – Tu Cheez Badi Hai Mast                                                     |
| 1996 | Ahmed Khan                                        | Rangeela – Rangeela Re                                                             |
| 1997 | Chinni Prakash                                    | Rakshak – Shaher Ki Ladki                                                          |
| 1998 | Farah Khan                                        | Virasat – Dhol Bajne Laga                                                          |
| 1999 | Farah Khan                                        | Dil Se – Chhaiyaa Chhaiyaa                                                         |
| 2000 | Saroj Khan                                        | Ich gab Dir mein Herz, Geliebter (Hum Dil De Chuke Sanam) – Nimbooda               |
| 2001 | Farah Khan                                        | Kaho Naa ... Pyaar Hai – Liebe aus heiterem Himmel – Ek Pal Ka Jeena               |
| 2002 | Farah Khan                                        | Dil Chahta Hai – Woh Ladki Hai Kahan                                               |
| 2003 | Saroj Khan                                        | Devdas – Flamme unserer Liebe – Dola Re                                            |
| 2004 | Farah Khan                                        | Sternenkind – Koi Mil Gaya – Idhar Chala Main Udhar Chala                          |
| 2005 | Prabhu Deva                                       | Mut zur Entscheidung – Lakshya – Mein Aisa Kyon Hoon                               |
| 2006 | Howard Rosemeyer                                  | Parineeta – Das Mädchen aus Nachbars Garten – Kaise Yeh Paheli                     |
| 2007 | Ganesh Acharya                                    | Omkara – Beedi Jalaile                                                             |
| 2008 | Saroj Khan                                        | Guru – Barso Re                                                                    |
| 2009 | Longinus Fernandes                                | Du liebst mich, du liebst mich nicht (Jaane Tu... Ya Jaane Na) – Pappu Can´t Dance |
| 2010 | Bosco-Caesar (Bosco Martis und Caesar Gonsalves), | Gestern, heute & für immer – Love Aaj Kal – Chor Bazaari                           |
| 2011 | Farah Khan                                        | Tees Mar Khan – Sheila Ki Jawani                                                   |
| 2012 |                                                   |                                                                                    |
| 2013 |                                                   |                                                                                    |
| 2014 |                                                   |                                                                                    |
| 2015 |                                                   |                                                                                    |
| 2016 | Birju Maharaj                                     | Bajirao & Mastani – Eine unsterbliche Liebe                                        |